# Wolfgang Lesky
Wolfgang Lesky (geboren in der Steiermark) ist ein österreichischer Schauspieler.
Den Fernsehzuschauern ist er auch als Biobauer aus der Werbung der Marke Ja! Natürlich bekannt, den er seit 2005 darstellt. Er lebt in Wien.
Wolfgang Lesky besuchte die Schauspielschule des Volkstheaters und lernte bei Hilde Sochor. Emmy Werner holte ihn von 1990 bis 1993 in das Ensemble des Volkstheaters, danach war er Ensemblemitglied des Landestheater Niederösterreich. Regelmäßig spielt er im Theater zum Fürchten in Wien, bei Theaterfestivals, Filmproduktionen und ist als Sprecher tätig.

## Gastspiele
- 2003 Schlossspiele Kobersdorf, Komödie der Irrungen[5]
- 2004 Wiener Festwochen, „Molière stirbt“ von Robert Quitta[6]
- 2006 Komödie Dresden, Im Weissen Rössl[7]
- 2010 Karl-May-Festspiele Weitensfeld[8]
- 2011 Theatersommer Haag, Ein Sommernachtstraum[9]
- 2013 Festspielhaus Bregenz, Uraufführung „Werktagsrevolution“ von Claudia Tondl, Regie Martin Gruber[10]
- 2013 Burg Lockenhaus, Dracula[11]
- 2014 Theater Biel-Solothurn, Don Camillo
- 2015 Helga David, Theater im Schloss[12]